# أولي سورينسن
أولي سورينسن (بالدنماركية:Ole Sørensen)، من مواليد 25 نوفمبر 1937 ، لاعب كرة قدم دنماركي سابق.
لعب مع منتخب الدنمارك لكرة القدم.

## روابط خارجية
- أولي سورينسن على موقع الاتحاد الدولي (مؤرشف)  (الإنجليزية)
- أولي سورينسن على موقع قاعدة بيانات كرة القدم.إي يو (الإنجليزية)
- أولي سورينسن على موقع بيانات كرة القدم. دي إي (الألمانية)
- أولي سورينسن على موقع ناشيونال فوتبول تيمز (الإنجليزية)